# 小島岩
小島 岩（こじま いわお、1938年2月13日 - ）は、日本の俳優。本名同じ。東京都出身。東京都立上野高等学校卒。劇団東芸所属。

## 出演作品

### テレビドラマ
- ウルトラQ 第16話「ガラモンの逆襲」（1966年） - 群馬県警機動隊・警官 ※ノンクレジット
- 快獣ブースカ 第18話「こちらブースカ! 110番」（1967年） - 日の出町派出所・巡査
- ウルトラセブン
  - 第22話「人間牧場」（1968年） - 地球防衛軍・メディカルセンター医師
  - 第24話「北へ還れ!」（1968年） - 旅客機操縦士
- バンパイヤ 第19話「ロックは死なず?」（1969年）
- 無用ノ介 第6話「剣につばする無用ノ介」（1969年） - 大藤の門人
- 特別機動捜査隊 第420話「女囚」（1969年） - 出前持
- 必殺仕掛人 第33話「仕掛人掟に挑戦!」（1973年）
- 5年3組魔法組 第28話「貸本屋最後の日」（1977年） - サラリーマン
- 水戸黄門（第8部） 第14話「飛龍の火祭り -新宮-」（1977年） - 惣助
- 達磨大助事件帳 第3話「父子だるま」（1977年）
- 日本名作怪談劇場 怪談累ヶ淵（1979年）
- 奉行暗殺始末（1983年）
- 怪談! 旭妃のお百（1987年）
- 猫と同じ色の闇（1987年）
- 顔斬り（1990年）

### 舞台
- 飛砂（1964年、劇団東芸） -  常吉[3]
- 新美空ひばり劇場（2003年）